# Policondensare

Polietilen tereftalatul este un polimer de condensare comun.

Policondensarea este un proces chimic de polimerizare care se realizează prin intermediul mai multor etape de condensare, astfel că polimerul se obține prin legarea pe rând a mai multor monomeri (formând intermediari dimeri, trimeri, tetrameri, etc) și prin eliminarea ca produs secundar a  unor molecule de dimensiuni mai mici. Procesul inițial este fundamental diferit de polimerizarea ce are loc prin reacții de adiție, în care doar substanțele inițiale sunt monomeri. Poate fi considerată ca fiind o reacție de polimerizare în lanț. 
Polimerii de condensare lineari sunt produși plecând de la monomeri bifuncționali, care sunt compuși ce conțin la capetele moleculei două grupe funcționale reactive. Exemple tipice de astfel de polimeri de condensare sunt: poliamidele, poliacetalii și proteinele.

## Exemple

### Poliamide

Ecuația generală a unui tip de reacție de policondensare (între diamine și acizi dicarboxilici)

O clasă importantă de polimeri de condensare sunt poliamidele (nylon, proteine, etc). Acestea se obțin în urma reacției dintre acizi carboxilici și amine. Când se pornește de la acizi amino-carboxilici, precum sunt aminoacizii, are loc și eliminare de apă:
n H2N-X-CO2H  →  [HN-X-C(O)]n  +  n H2O
De exemplu, în prepararea nylon 66 se pleacă de la diamine și acizi dicarboxilici, iar în urma reacției de polimerizare se obțin câte două molecule de apă pentru fiecare unitate repetitivă formată:
n H2N-X-NH2 + n HO2C-Y-CO2H  →  [HN-X-NHC(O)-Y-C(O)]n  +  2n H2O